# Reppiaite
La reppiaite è un minerale.